# Challenger de Shenzhen 2016
El torneo Gemdale ATP Challenger 2016 es un torneo profesional de tenis. Pertenece al ATP Challenger Series 2016. Se disputará su 3.ª edición sobre superficie dura, en Shenzhen, China entre el 21 al el 27 de marzo de 2016.

## Jugadores participantes del cuadro de individuales
| Favorito | País                  | Jugador              | Rank1 | Posición en el torneo |
| -------- | --------------------- | -------------------- | ----- | --------------------- |
| 1        | Bandera de Japón      | Taro Daniel          | 86    | Primera ronda         |
| 2        | Bandera de Israel     | Dudi Sela            | 88    | CAMPEÓN               |
| 3        | Bandera de España     | Daniel Gimeno-Traver | 91    | Primera ronda         |
| 4        | Bandera de Serbia     | Filip Krajinović     | 97    | Primera ronda         |
| 5        | Bandera de Eslovaquia | Lukáš Lacko          | 106   | Primera ronda         |
| 6        | Bandera de Georgia    | Nikoloz Basilashvili | 117   | Segunda ronda         |
| 7        | Bandera de Bélgica    | Kimmer Coppejans     | 122   | Primera ronda         |
| 8        | Bandera de Australia  | Jordan Thompson      | 123   | Cuartos de final      |

- 1 Se ha tomado en cuenta el ranking del 21 de marzo de 2016.

### Otros participantes
Los siguientes jugadores recibieron una invitación (tenista invitado), por lo tanto ingresan directamente al cuadro principal (WC):
- Chen Long
- Qi Xi
- Sun Fajing
- Wang Chuhan

Los siguientes jugadores ingresan al cuadro principal tras disputar el cuadro clasificatorio (Q):
- Niels Desein
- Jan Šátral
- Viktor Galović
- Enrique López-Pérez

## Campeones

### Individual Masculino
- Dudi Sela derrotó en la final a  Wu Di, 	6–4, 6–3

### Dobles Masculino
- Luke Saville /  Jordan Thompson derrotaron en la final a  Saketh Myneni /  Jeevan Nedunchezhiyan, 3–6, 6–4, [12–10]